# 쁘띠 마망
"쁘띠 마망"(프랑스어: Petite Maman)은 2021년 개봉한 프랑스의 드라마 영화이다. 셀린 시아마가 감독과 각본을 맡았다. 이 영화는 외할머니의 죽음을 과거의 어머니, 할머니와 더 잘 이해하고 유대감을 형성하며 대처하는 어린 소녀의 이야기를 다룬다.
이 영화는 2021년 3월 3일 제71회 베를린 국제 영화제에서 세계 초연되었으며 황금곰상 경쟁후보작에 올랐다. 피라미드 디스트리뷰션을 통해 2021년 6월 2일 프랑스에서 개봉되었다.

## 줄거리
8살 소녀 넬리는 오랜 병으로 요양원에서 돌아가신 외할머니의 죽음을 슬퍼한다. 외할머니와의 작별인사를 제대로 하지 못했다는 생각에 괴로워하던 넬리는 부모님과 함께 외할머니의 집을 정리하기 위해 외갓집으로 향한다. 외갓집에 도착한 첫날 밤, 엄마는 슬픔에 잠겨 넬리를 홀로 남겨두고 떠나버린다.
다음날 숲에서 놀던 넬리는 자신과 똑같은 또래의 소녀 마리옹을 만나 친구가 된다. 마리옹의 집에서 넬리는 마리옹이 자신의 엄마이고, 마리옹의 어머니가 곧 자신의 외할머니라는 사실을 깨닫는다. 과거로 돌아간 넬리는 엄마 마리옹과 친구가 되어 함께 시간을 보내고, 외할머니와도 가까워진다. 넬리는 엄마가 배우를 꿈꿨다는 것, 그리고 외할머니처럼 장애를 갖게 될 것을 막기 위해 곧 수술을 앞두고 있다는 것을 알게 된다.
넬리는 마리옹에게 자신이 미래에서 왔으며, 그녀의 딸이라는 사실을 고백한다. 증거를 보여주기 위해 현재의 외할머니 집을 찾아가 외할머니가 31살에 돌아가셨다는 것을 알려준다. 넬리는 마리옹과 함께 밤을 보내고 다음날 마리옹의 9번째 생일을 축하한다. 마리옹이 수술을 받으러 떠나기 전, 넬리는 엄마에게 자신이 엄마 때문에 슬퍼하는 것은 아닌지 걱정하지 말라고 위로한다. 마리옹은 수술을 받으러 떠나고, 넬리는 외할머니에게 작별인사를 한다.
현재로 돌아온 넬리는 집을 정리하기 위해 다시 찾아온 엄마와 마주하고, 서로를 알아본 두 사람은 따뜻하게 포옹하며 영화는 마무리된다. 넬리는 과거의 엄마와 친구가 되고, 할머니와 작별인사를 하면서 슬픔을 극복하고 가족을 더 깊이 이해하게 된다.

## 출연진
- 조제핀 상즈 - 넬리 역
- 가브리엘 상즈 - 마리옹 역
- 스테판 바뤼펜 - 아버지 역
- 니나 뫼리스 - 어머니 역
- 마르고 아바스칼 - 할머니 역